# Король вечірок 2
«Король вечірок 2» (англ. Van Wilder: The Rise of Taj) — американська молодіжна кінокомедія 2006 року, другий фільм із серії «Король вечірок».

## Сюжет
Тадж-Махал Бадаландабад, особистий помічник «короля вечірок» Вена Вайлдера, закінчив коледж і вирушив до Кемфордського університету в Англії, щоб отримати там науковий ступінь, а також стати членом ексклюзивного братства «Лисиця та Гончаки». Однак, коли Тадж прибуває до університету, зарозумілий лідер «Лисиці та Гончаків» Піп Еверетт говорить йому, що сталася типографська помилка і насправді він не прийнятий до братства. Натомість Тадж стає головою групи студентів-невдах. Тадж приймає виклик і створює нове ексклюзивне братство «Півень та Буйволи». Мета нового товариства — завоювати почесний Кубок Гастінгса, яким досі за всі роки володіли лише «Лисиця та Гончаки».

## В ролях
| Актор           | Роль                    |
| --------------- | ----------------------- |
| Кел Пенн        | Тадж-Махал Бадаландабад |
| Лорен Коен      | Шарлотта                |
| Деніел Персівал | Піп Еверетт             |
| Голлі Девідсон  | Седі                    |
| Глен Беррі      | Сімус                   |
| Ентоні Козенс   | Гетін                   |
| Стівен Ретман   | Саймон                  |

## Критика
Фільм отримав переважно негативні відгуки: на Rotten Tomatoes фільм отримав оцінку 7 % на основі 45 відгуків від критиків і 38 % від більш ніж 100 000 глядачів. Незважаючи на невдачу «Короля вечірок 2» після цього було знято «Король вечірок 3».